# Tõnu Kaljuste
Tõnu Kaljuste (ur. 28 sierpnia 1953 w Tallinnie) – estoński dyrygent chóralny.

## Życiorys
W świat muzyki wprowadził go ojciec, Heino Kaljuste (1925–1989), dyrygent chóralny i pedagog muzyczny. Uczył się gry fortepianowej w średniej szkole muzycznej w Tallinie, którą ukończył w 1971, specjalizując się w dyrygenturze chóralnej pod kierunkiem Harriego Ilji. Następnie do 1976 studiował dyrygenturę w Konserwatorium w Tallinnie u Jüriego Variste (chór) i Romana Matsova (orkiestrę). W latach 1976–1978 kontynuował naukę na studiach podyplomowych w Konserwatorium w Petersburgu pod kierunkiem J. Kudriawcewej.
Kaljuste jest założycielem i długoletnim pierwszym dyrygentem Chóru Kameralnego Filharmonii Estońskiej (1981–2001) oraz Orkiestry Kameralnej Tallinna (1993–2001). Był pierwszym dyrygentem Swedish Radio Choir (1994–2001) i Nederlands Kamerkoor (1998–2000). Od 2001 roku jest muzykiem niezależnym.
Jest laureatem kilku nagród z dziedziny chóralistyki. W 1980 otrzymał nagrodę dla najlepszego dyrygenta na Międzynarodowym Konkursie Chóralistycznym im. Béli Bartóka. Nagrał ponad 30 płyt, m.in. „Arvo Pärt. Adam’s Lament” (ECM, 2012), która w 2013 zdobyła Nagrodę Grammy w kategorii Best Choral Performance. Muzyka estońskich kompozytorów, zwłaszcza Arvo Pärta zajmuje ważne miejsce w jego dyskografii. Z polskich twórców ma w reperuarze kompozycje Krzysztofa Pendereckiego, Henryka Mikołaja Góreckiego i innych.
Odznaczony estońskim Orderem Gwiazdy Białej IV Klasy (1998) oraz Orderem Herbu Państwowego II Klasy (2000), a także łotewskim Krzyżem Uznania III klasy